# Siedziby instytucji Unii Europejskiej
Siedziby instytucji Unii Europejskiej
| L.p. | Nazwa instytucji                                   | Siedziba                                                                  |
| ---- | -------------------------------------------------- | ------------------------------------------------------------------------- |
| 1    | Biuro Ombudsmana                                   | Strasburg                                                                 |
| 2    | Biuro Oficjalnych Publikacji Wspólnot Europejskich | Luksemburg                                                                |
| 3    | Centralne Biuro Pomiarów Jądrowych Euroatomu       | Geel (Belgia)                                                             |
| 4    | Centrum Tłumaczeń dla Organów Unii Europejskiej    | Luksemburg                                                                |
| 5    | Europejski Instytut Uniwersytecki                  | Florencja                                                                 |
| 6    | Europejska Agencja Ochrony Środowiska Naturalnego  | Kopenhaga                                                                 |
| 7    | Europejski Bank Centralny                          | Frankfurt nad Menem                                                       |
| 8    | Europejski Bank Inwestycyjny                       | Luksemburg                                                                |
| 9    | Europejski Urząd Statystyczny (Eurostat)           | Luksemburg                                                                |
| 10   | Europol                                            | Haga                                                                      |
| 11   | instytuty naukowo badawcze Euroatomu               | Ispra (Włochy); Karlsruhe (Niemcy); Pellen (Holandia)                     |
| 12   | Komisja Europejska                                 | Bruksela (siedziba główna)                                                |
| 13   | Komitet Ekonomiczno-Społeczny                      | Bruksela                                                                  |
| 14   | Komitet Regionów                                   | Bruksela                                                                  |
| 15   | Parlament Europejski                               | Bruksela (komisje); Luksemburg (Sekretariat); Strasburg (obrady plenarne) |
| 16   | Rada Europejska                                    | Bruksela                                                                  |
| 17   | Rada Unii Europejskiej                             | Bruksela                                                                  |
| 18   | Trybunał Rewidentów Księgowych                     | Luksemburg                                                                |
| 19   | Trybunał Sprawiedliwości Wspólnot Europejskich     | Luksemburg                                                                |